# Krabbenetende vos
De krabbenetende vos of savannevos (Cerdocyon thous)  is een zoogdier uit de familie van de hondachtigen (Canidae). De wetenschappelijke naam van de soort werd gepubliceerd door Linnaeus in 1766.

## Kenmerken
Meestal zijn de dieren geelbruin met roodbruine kop, oren en voorpoten en een witte buik. Oorpunten, staart en de achterkant van de poten zijn zwart. De lichaamslengte bedraagt 64 cm, de staartlengte 29 cm en het gewicht 5 tot 8 kg.

## Leefwijze
Het voedsel van deze middelgrote, 's nachts actieve vos bestaat uit zout- en zoetwaterkrabben, vissen, reptielen, vogels, zoogdieren, insectenlarven en vruchten. De soort heeft een groot verspreidingsgebied, waarin ze leven in losse familiegroepen, bestaande uit een volwassen paar met hun kroost.

## Verspreiding
De soort komt voor in het noorden van Argentinië, Bolivia, Brazilië (behalve Amazonia), Colombia, Guyana, Suriname, Peru, Paraguay, Uruguay en Venezuela.